# Anna af Sillén
Anna Margaretha Hansdotter af Sillén, född 17 januari 1976 i Svärta församling i Södermanlands län, är en svensk politiker (moderat). Hon är riksdagsledamot (statsrådsersättare) sedan 2022 för Södermanlands läns valkrets.
af Sillén kandiderade i riksdagsvalet 2022 och blev ersättare. Hon är statsrådsersättare för Ulf Kristersson sedan 18 oktober 2022. I riksdagen är af Sillén suppleant i miljö- och jordbruksutskottet och näringsutskottet.